# Ellen Fiedler
Ellen Fiedler z domu Neumann (ur. 26 listopada 1958 w Demmin) – niemiecka lekkoatletka płotkarka i sprinterka, startująca w barwach Niemieckiej Republiki Demokratycznej, medalistka olimpijska z 1988 z Seulu i medalistka mistrzostw świata.
Specjalizowała się w biegu na 400 metrów przez płotki, ale startowała również w biegu na 400 metrów. Na mistrzostwach świata w 1980 w Sittard zdobyła srebrny medal w konkurencji płotkarskiej. Mistrzostwa te były rozgrywane tylko w dwóch konkurencjach kobiecych – biegu na 3000 metrów i biegu na 400 metrów przez płotki, które nie znalazły się w programie igrzysk olimpijskich w 1980 w Moskwie. Fiedler (startująca wówczas pod panieńskim nazwiskiem Neumann) uległa tylko swej koleżance z reprezentacji – Bärbel Broschat.
Zwyciężyła w tej konkurencji w zawodach Pucharu Świata w 1981 w Rzymie. 
Na mistrzostwach świata w 1983 w Helsinkach zdobyła brązowy medal w biegu na 400 metrów przez płotki. Startowała również w sztafecie 4 × 400 metrów. Biegła w eliminacjach, lecz nie wystąpiła w biegu finałowym, w którym sztafeta NRD zdobyła złoty medal; jednak z uwagi na bieg w eliminacjach może być uważana za mistrzynię świata. W swym jedynym występie na mistrzostwach Europy w 1986 w Stuttgarcie Fiedler zajęła 6. miejsce w finale biegu na 400 metrów przez płotki.
Na igrzyskach olimpijskich w 1988 w Seulu zdobyła brązowy medal w tej konkurencji z wynikiem 53,63, co jest jej rekordem życiowym.
Była mistrzynią NRD na 400 metrów przez płotki w latach 1981-1983, wicemistrzynią w 1980 i 1988 oraz brązową medalistką w 1978 i w latach 1984-1986.
Startowała w klubie SC Dynamo Berlin.